# Gastrotheca dendronastes
Gastrotheca dendronastes és una espècie de granota de la família del hemipràctids. Va ser descrit per William E. Duellman el 1983.
Viu als boscos primaris i secundaris de muntanya, generalment a prop de fonts d'aigua. Tots els individus s'han trobat de nit, en valls amb rierols. La majoria d'adults s'han observat entre 2 i 5 m per sobre del sòl, en branques d'arbres o tiges d'Heliconia gegant. Es reprodueix per desenvolupament directe, i els ous es porten a l'esquena de la femella. La temporada d'aparellament és llarga. L'espèce és amenaçada per la pèrdua d'hàbitat per mor de l'expansió de les terres de conreu i de ramaderia, per la fumigació amb glifosat de cultius il·legals i activitats mineres. Va patir un dràstic descens de la població durant la dècada de 1990, probablement per una malaltia.
Viu als vessants del costat Pacífic dels Andes al sud de Colòmbia (Antioquia, Risaralda, Chocó, Valle de Cauca i Cauca). Una població aïllada s'ha observat als vessants orientals de la Serralada Central a Caldas (Colòmbia), 1230–2090 m d'altitud; se n'han registrats uns pocs a la província de Pichinca al nord de l'Equador.